# North Dumfries
North Dumfries – gmina (ang. township) w Kanadzie, w prowincji Ontario, w regionie Waterloo.
Powierzchnia North Dumfries to 187,22 km². Według danych spisu powszechnego z roku 2001 North Dumfries liczy 8769 mieszkańców (46,84 os./km²).